# Ernst Seidler von Feuchtenegg
Pour les articles homonymes, voir Seidler.
Ernst Seidler von Feuchtenegg (né le 5 juin 1862 à Schwechat, et mort le 23 janvier 1931 à Vienne) est un juriste, un universitaire et une personnalité politique autrichienne.
Il est ministre-président d'autriche du 23 juin 1917 au 27 juillet 1918.